# Alexander Fiedemann
Alexander Fiedemann (russisch Алекса́ндр Петро́вич Фи́дельман, Aleksandr Petrowitsch Fidelman; geboren am 12. Oktoberjul. / 24. Oktober 1878greg. in Kiew, Russisches Kaiserreich, heute Ukraine; gestorben am 28. Januar 1940 in Prag, Protektorat Böhmen und Mähren, heute Tschechische Republik) war ein russisch-deutscher Violinvirtuose und Musikpädagoge.

## 1878–1897: Kiew, Leipzig und New York
Alexander Fiedemann wurde am 24. Oktober 1878 in Kiew geboren. Sein ursprünglicher Name war Ruwim Pejsachowitsch Fidelman (Руви́м Пéйсахович Фи́дельман), er hatte eine Schwester und einen um 3 Jahre jüngeren Bruder Max. Im Alter von 6 Jahren erhielt Alexander von seinem Vater den ersten Geigenunterricht, und mit 8 Jahren trat er erstmals öffentlich auf. 1887–1891 war er an der Musikakademie der Kaiserlichen Russischen Musik-Gesellschaft in Kiew Schüler von Otakar Ševčík und wechselte dann an das Königliche Konservatorium Leipzig zu Adolph Brodsky. Brodsky war Konzertmeister des Gewandhausorchesters und Primgeiger im damals weltbekannten Brodsky-Streichquartett. Er und seine Frau Anna nahmen den 12-jährigen Alexander bei sich auf. Im selben Jahr wurde Brodsky zum Konzertmeister des New Yorker Sinfonieorchesters berufen. Das kinderlose Ehepaar mochte sich nicht von seinem Pflegesohn trennen und übersiedelte gemeinsam mit Alexander nach Amerika. Nach seiner Einwanderung im Oktober 1891 änderte der junge Geiger seinen Familiennamen und nannte sich von nun an außerhalb Russlands nicht mehr Fidelman, sondern Fiedemann. Bereits im November 1891 hatte er im Alter von knapp 13 Jahren einen ersten Auftritt als Solist in der Carnegie Hall. Im März 1892 folgte ein Konzert in Boston auf Einladung des Dirigenten Arthur Nikisch. Für Alexanders Ausbildung als Geiger war in Amerika weiterhin sein Pflegevater zuständig. Im Jahr 1895 kehrten Brodsky, seine Ehefrau und Alexander Fiedemann wieder nach Europa zurück.

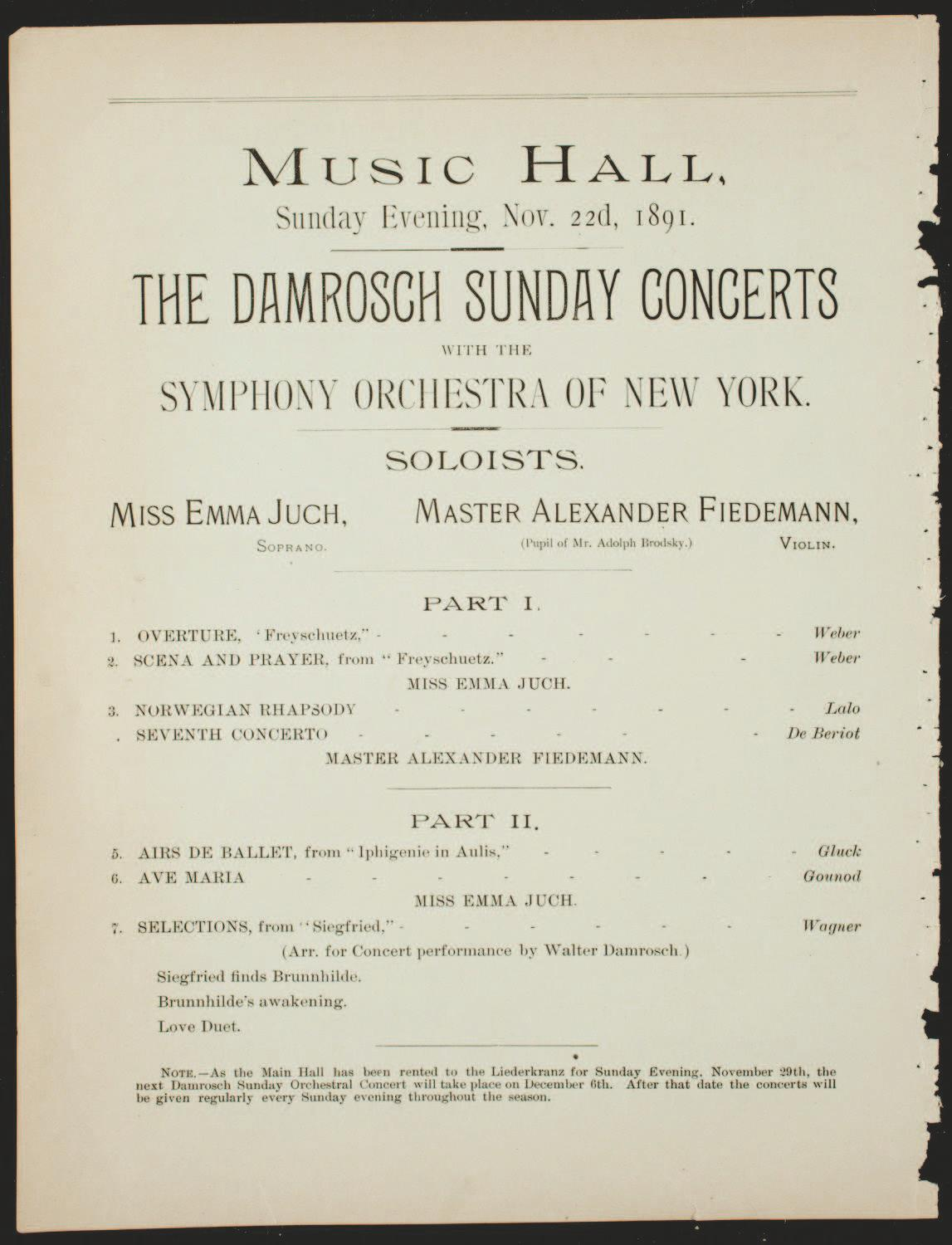
Fiedemanns Auftritt als 13-Jähriger in der Carnegie Hall, New York

## 1897–1907: Odessa

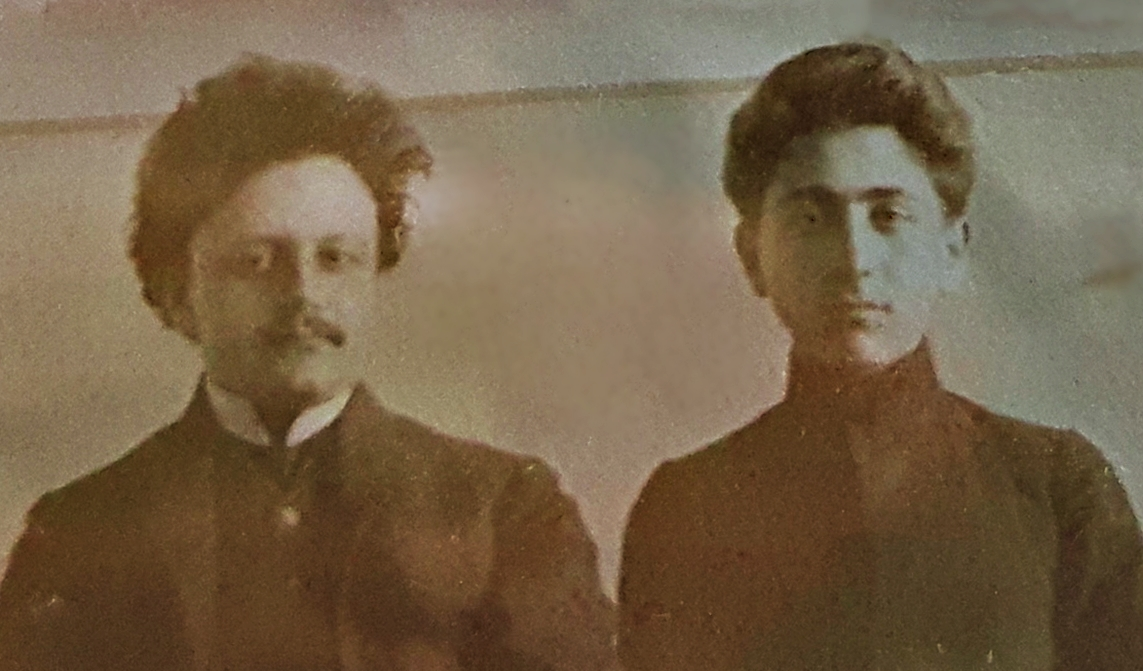
Alexander Fiedemann (links) und sein Schüler Naoum Blinder, April 1906

1897 trat Fiedemann 19-jährig seine erste Stelle als Hauptlehrer für Violine an der Musikakademie der Kaiserlichen Russischen Musik-Gesellschaft in der südrussischen (heute ukrainischen) Stadt Odessa an. Hier waren u. a. Mischa Elman, Naoum Blinder und Alexander Schaichet seine Schüler. Fiedemann konzertierte als Solist und als Primgeiger im Streichquartett der Musikakademie. Auf diese Weise erarbeitete er sich ein breites kammermusikalisches Repertoire.

## 1907–1940: Berlin und Prag
Im Sommer 1907 verließ Fiedemann Odessa und zog nach Berlin. Hier fand er eine Stelle als Lehrer für Violine am Stern’schen Konservatorium, die er von September 1908 bis August 1919 innehatte. In Berlin gehörten Toscha Seidel, Raphael Hillyer (1947–1969 Mitglied des Juilliard String Quartet), Joseph Roismann und Boris Kroyt (1927–1967 bzw. 1936–1967 Mitglieder des Budapest Quartet) zu seinen Schülern. In den Jahren nach dem Ersten Weltkrieg war Fiedemann sowohl als Musikpädagoge als auch mit seinem 1916 gegründeten Quartett sehr erfolgreich, in welchem er 1. Violine, Heinrich Drobatschewski 2. Violine, Boris Kroyt Viola und Jacob Sakom Violoncello spielten. Solistisch trat er weniger häufig auf, wurde aber in der renommierten Neuen Zeitschrift für Musik auf Grund seines virtuosen Geigenspiels „zu den ersten lebenden Geigern“ gezählt. Fiedemann blieb in Berlin und unterrichtete. Nach der Machtergreifung der Nationalsozialisten wurde das Leben in Deutschland für ihn und seine Frau Fanny (geb. Ruden) aus Wilna, die er 1927 geheiratet hatte, bald unerträglich. Als seine Schüler wegen ihres jüdischen Lehrers bedroht wurden, entschloss sich das Ehepaar zur Emigration nach Prag, die am 7. November 1933 erfolgte. Dort zog sich Alexander Fiedemann ganz aus dem öffentlichen Leben zurück. Er starb am 28. Januar 1940 im Alter von 61 Jahren und wurde auf dem Neuen Jüdischen Friedhof beigesetzt. Fiedemanns mittellose Witwe stellte ein Auswanderungsgesuch, konnte aber die Reise nicht selbst finanzieren und verblieb in Prag. Fanny Fiedemann wurde 1942 ins KZ Theresienstadt und 1944 nach Auschwitz deportiert, wo sie ermordet wurde.

## Erinnerungen eines Schülers
Die folgende Darstellung der Persönlichkeit Alexander Fiedemanns basiert auf Gesprächen, die der amerikanische Journalist und Schriftsteller Nat Brandt in den 1960er-Jahren mit seinem Schwiegervater Boris Kroyt (1897–1969) führte und in einem Buch über das Budapest Quartet verarbeitete. Kroyt kannte Fiedemann, weil er während vieler Jahre von ihm ausgebildet worden war und später im Fiedemann-Quartett Viola spielte.
Boris Kroyt wuchs in Odessa auf – jener Hafenstadt am Schwarzen Meer, die im 20. Jahrhundert mit Elman, Milstein, Oistrach u. a. m. wohl so viele bedeutende Geiger wie keine zweite Stadt hervorgebracht hat. Die Eltern von Boris wollten ihrem Sohn eine Ausbildung bei Alexander Fiedemann ermöglichen. Diesen Musikpädagogen, der kurz vor ihrem Entschluss nach Berlin gezogen war, bewunderten sie auf Grund seiner Erfolge an der Musikakademie Odessa. Der 10-jährige Boris fuhr Fiedemann mit dem Zug in die deutsche Hauptstadt nach, seine Familie folgte erst Jahre später. In dieser für seine spätere Laufbahn entscheidenden Zeit wurde der jugendliche Kroyt von seinem Lehrer sehr locker betreut, gleichzeitig aber musikalisch intensiv gefördert. Kroyt war irritiert und fasziniert von Fiedemanns unstetem Lebenswandel als Junggeselle und als Künstler. Fiedemann blieb Kroyt aber als ausgezeichneter Lehrer in Erinnerung, der sich für seine Schülerinnen und Schüler einsetzte. Besonders schätzten diese, dass er ihnen beim Musizieren die Freiheit ließ, einen eigenen Interpretationsstil zu entwickeln.
Seine Leidenschaft für die Kammermusik gab Fiedemann auch an seine anderen Schüler weiter. Joseph Roismann, Raphael Hillyer und Alexander Schaichet, die in den USA, in Deutschland und in der Schweiz als Instrumentalisten oder als Dirigenten tätig waren, blieben zeitlebens der Kammermusik eng verbunden.